# Christi nomen
Christi nomen (en español, El nombre de Cristo) es la quincuagésima sexta encíclica del papa León XIII, datada el 24 de diciembre de 1894, dirigida a todo el epíscopado; en ella exhorta a trabajar por la propagación de la fe, y cuidar especialmente todo lo que pueda ayudar a la unión con la Iglesia católica de las iglesias orientales separadas de Roma.

## Contexto histórico
La atención de León XIII a las misiones, su exhortación para que la generosidad de los fieles permita contar con los medios materiales para esta labor, y su cuidado de las iglesias orientales y de su liturgia tuvieron su manifestación -entre otras medidas- en los documentos pontificios que el papa recuerda en esta encíclica.
En su publicación en el Acta Sanctae Sedis la encíclica queda enunciada con estas palabras:

Epistola encyclica Sanctissimi Domini Nostri Leonis Pp. Xiii, qua Institutum « A Propagatione Fidei » fovetur et commendatur
Carta encíclica de Su Santidad León XXI, con la que se recomienda y alienta la Obra para la Propagación de la Fe.

Sin embargo hay que tener en cuenta que, en la fecha de la encíclica el cuidado de las Iglesias Orientales correspondía a la Sagrada Congregación de Propaganda Fide, y en concreto a la sección "pro negotiis ritus orientalis". Dicha situación se mantuvo hasta 1917, año en que el papa Benedicto XV creó la Congregación Pro Ecclesia Orientali, con total independencia de la de Propagada Fide, 
Por tanto, a pesar del enunciado genérico con que se presenta la encíclica, su objetivo es apoyar el programa que el papa propone para la formación del clero de las iglesia orientales

## Contenido de la encíclica
Christi nomen et regnum in gentibus quotidie latius proferre, atque devios discordesque invitare ad Ecclesiae sinum et revocare, hoc nimirum, quemadmodum sentit animus, sanctum in primis esse officium muneris supremi, quod gerimus, ita iamdiu est curis Nostris studiisque, apostolica urgente caritate, propositum.
Llevar y extender cada día más el nombre y el reino de Cristo entre las naciones, conducir y hacer volver al seno de la Iglesia a los que están separados o son hostiles a ella, es ciertamente una de las obligaciones más sacrosantas de Nuestro Supremo Ministerio, confiadas desde hace mucho tiempo a Nuestras preocupaciones y cuidados por la caridad apostólica

En este sentido recuerda del papa el modo en que ha venido impulsando las misiones, incluyendo la obtención de medios económicos para esa labor. Se refiere, a la petición que hizo en la encíclica Sancta Dei civitas, para que desde todas la diócesis se apoyase la labor llevada a cabo por la Obra de Propaganda Fide; la respuesta a esta petición en estos años ha sido generosa, pero la encíclica hace notar que ahora se presenta una necesidad nueva, que necesita de la colaboración de todo el episcopado. 
Con la carta apostólica, Praeclara gratulationis, hizo el papa una llamada a todos los pueblos del mundo a una unidad de la fe cristiana, de modo que se alcance aquel tiempo prometido por Dios en el que ''habrá un solo redil y un solo Pastor''. El papa se refiere también a la constitución apostólica Orientalium dignitas, en que se esteblece la necesidad de preservar y defender la disciplina de los orientales, unas disposiciones tomadas tras cuidadosa consulta con los patriarcas de las iglesias de oriente.  
Para que los orientales que se han separado de la única Iglesia vuelvan a la unidad es preciso preparar en las iglesias católicas orientales 

un clero numeroso que, rico en doctrina y en piedad, sea capaz de inspirar a otros el deseo de unión; posteriormente es necesario multiplicar lo más posible los Institutos donde la ciencia y la disciplina católicas sean enseñadas y armonizadas con la sensibilidad particular de su propia nación.

Este programa de trabajo supone un costo considerable, que no puede ser soportado por las Iglesias orientales, y que su apoyo desde la Santa Sede tiene que ser compatible con la ayuda a las misiones. Esta situación mueve al papa a exhortar a los obispos para que muevan la generosidad de los fieles, de modo que la ayuda a la Obra de Propagación de la Fe sea cada vez mayor, de modo que puedan atender a objetivo, recomienda también las Escuelas orientales, cuyos directores se han comprometido a destinar la mayor parte de las limosnas que recaudan a este fin.